# Circuito de Spa-Francorchamps
El circuito de Spa-Francorchamps (en francés Circuit de Spa-Francorchamps) es un circuito de carreras situado cerca de las localidades de Spa, Francorchamps, Malmedy y Stavelot en la provincia de Lieja, Bélgica. Es el circuito más importante del país, y tanto pilotos como seguidores de las diversas disciplinas de automovilismo de velocidad suelen mostrar su preferencia por él.

## Historia
Diseñado en el año 1920 por Jules de Their y Henri Langlois Van Ophem, el circuito original tenía 14.120 metros de longitud, y recorría las carreteras públicas de la región. En 1978, el dibujo se redujo a la mitad por motivos de seguridad. Para ello, se agregó una sección del trazado permanente que enlazaba las partes alta y baja del circuito. Con el paso de los años, el trazado del circuito fue modificado varias veces. En 2007, la horquilla de La Source ha sido movida hacia afuera de la pista, y la chicana de "La parada de bus" ha sido movida hacia atrás, con el fin de construir unos pits más amplios y alargar la recta principal haciendo que la longitud del circuito aumentara a 7 004 metros. Los tramos abandonados en 1978 se siguen usando en la actualidad en carreteras públicas, mientras que para los tramos en uso se construyeron en 2000 carreteras alternativas paralelas a las carreteras originales. La pista sigue una ruta rápida y sinuosa a través de las Ardenas que permite superar los 330 km/h y presenta desafíos interesantes a los pilotos.
El Gran Premio de Bélgica se disputó por primera vez en Spa-Francorchamps en 1925 y se corre allí sin interrupciones desde 2007. Las pruebas de resistencia 24 Horas de Spa (desde 1924) y 1000 km de Spa-Francorchamps (por primera vez en 1963 y de manera continua desde 2003) han formado parte del Campeonato FIA GT, el Campeonato Mundial de Resistencia, el Campeonato de la FIA de Sport Prototipos y la Le Mans Series, y son de las carreras de resistencia europeas más importantes luego de las 24 Horas de Le Mans. Otros campeonatos de turismos y gran turismos que han competido en Spa-Francorchamps son el Open Internacional de GT (desde 2008), el Campeonato Europeo de Turismos y el Campeonato Mundial de Turismos (en 1987 y desde 2002 hasta 2005), el Deutsche Tourenwagen Masters (en 2005) y el Campeonato Alemán de Superturismos (en 1994 y 1995), además de los torneos nacionales y holandeses.
Spa-Francorchamps también ha recibido a numerosas categorías internacionales de monoplazas, como la Fórmula 2 Europea, la Fórmula 3000 Internacional y la GP2 Series (con interrupciones desde 1981), la Fórmula 3 Británica (desde 2003), la Fórmula 3 Euroseries (en 2005), la World Series by Renault (desde 2006), el European F3 Open (desde 2008), el Trofeo Internacional de Fórmula 3 (en 2011).
Asimismo, se han disputado pruebas de motociclismo de velocidad, como el Gran Premio de Bélgica de Motociclismo del Campeonato Mundial de Motociclismo (desde 1949 hasta 1990 excepto en 1980), las 24 Horas de Lieja del Campeonato Mundial de Motociclismo de Resistencia y una fecha del Campeonato Mundial de Superbikes en 1992. Por otra parte, el circuito se ha utilizado para carreras de ciclismo, destacándose el Tour de Francia de 1980, 1989 y 2017.
En Spa-Francorchamps se han vivido grandes duelos, como el de Mika Häkkinen y Michael Schumacher en el Gran Premio de Bélgica de 2000, cuando el finlandés rebasó al alemán en la recta de Kemmel doblando a su vez al piloto brasileño Ricardo Zonta. Además el circuito ha sido escenario de numerosos accidentes, como el producido en la salida del Gran Premio de Bélgica de 1998, en la cual 13 pilotos se vieron involucrados en un accidente, sin consecuencias físicas.
En 2001, el circuito pudo ser definitivamente cerrado al tráfico convencional y quedó reservado para carreras, ya que hasta ese año el gobierno belga no construyó carreteras alternativas a las dos que utilizaba el circuito.
También, en 2012, en la primera curva el piloto francés Romain Grosjean causó un fuerte accidente, Grosjean intentó cerrar el paso a Lewis Hamilton ambos monoplazas se tocaron y Grosjean salió volando e impactó a Fernando Alonso.
En 2019, el piloto Anthoine Hubert falleció debido a un accidente durante una competencia de Fórmula 2, por el mismo accidente su colega Juan Manuel Correa se fracturo ambas piernas. Cuatro años más tarde, durante una carrera del Campeonato de Fórmula Regional Europea, el neerlandés Dilano van't Hoff perdió la vida en un accidente de características similares al de Hubert.

## Características
Spa-Francorchamps se ha caracterizado desde sus orígenes por lo impredecible de las condiciones meteorológicas, que muchas veces hacen que una parte de la pista esté seca mientras en el otro extremo llueve en forma torrencial.

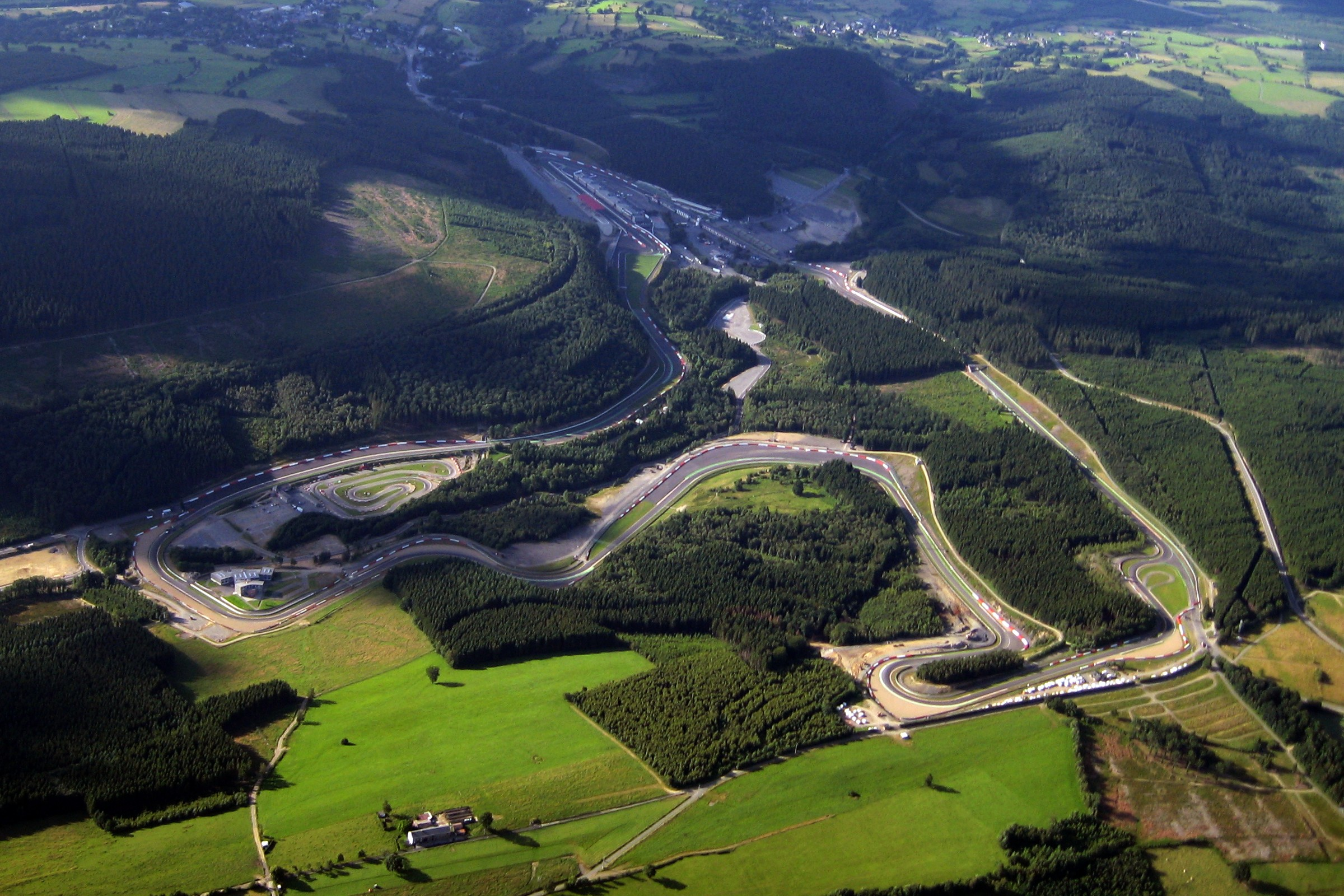
Vista del trazado actual.

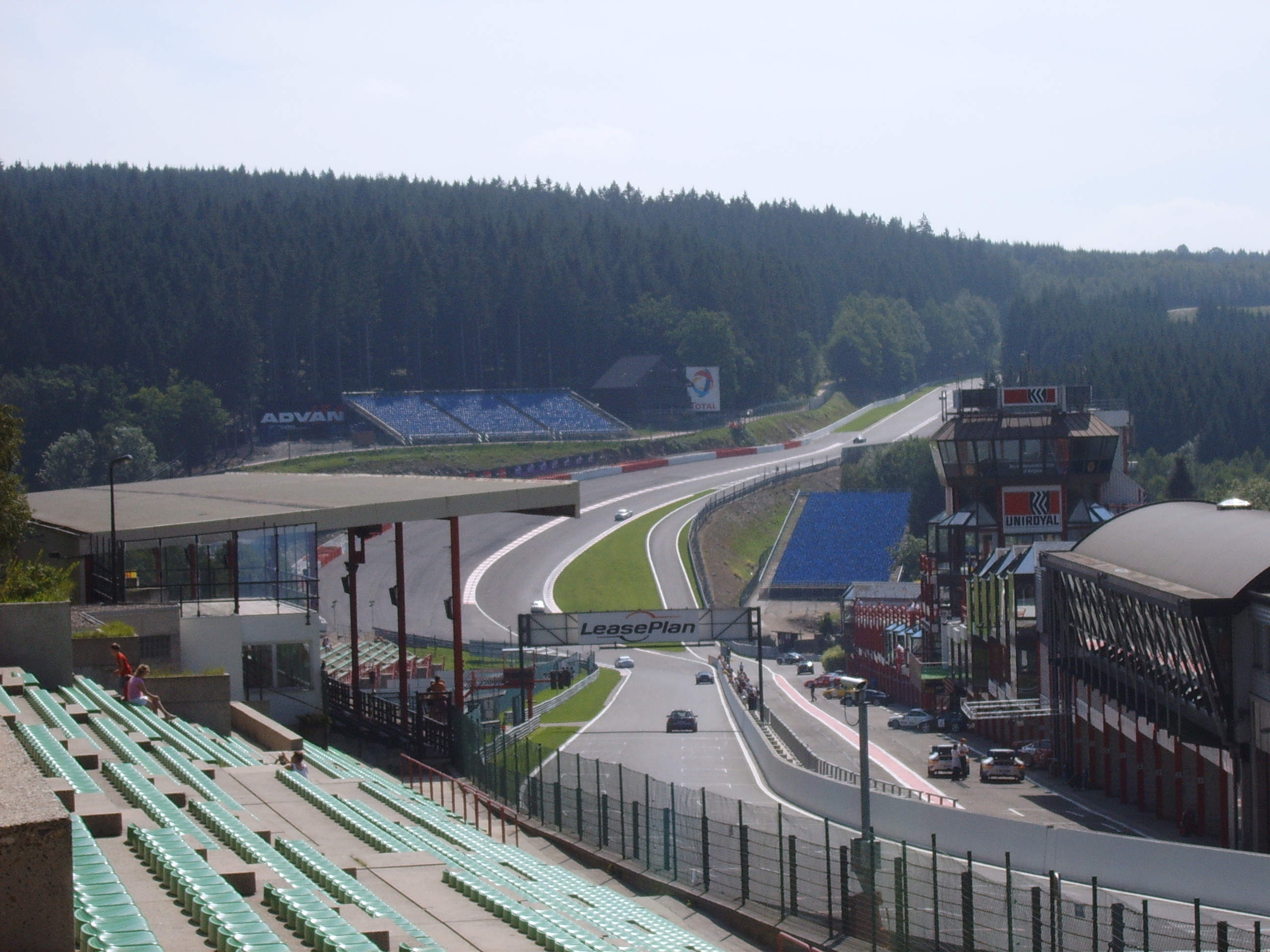
Eau Rouge y Raidillon en la actualidad.

La sección más característica del circuito es la combinación de Eau Rouge y Raidillon. Tras atravesar la lenta horquilla de La Source, los pilotos aceleran por una recta en bajada tras lo cual deben encarar una subida con una serie de curvas zigzagueantes (la primera de las cuales es Eau Rouge, y el resto de la combinación Raidillon) que finalizan en contracurva ciega. El gran desafío para todo piloto es tomar Eau Rouge con el acelerador a fondo, lo cual se dice que se ha simplificado en los últimos años debido al uso de tecnología moderna en los monoplazas. Aun así, siguen siendo muy pocos los pilotos que la toman pisando a tope su acelerador.
Originalmente, en el antiguo circuito, se encontraba la chicane más rápida de todos los tiempos, Chicane de Masta, los pilotos de F1 de los 60 llegaron a tomarla a 330 km/h. La curva Eau Rouge, hasta 1939, era una curva que desembocaba en una horquilla lenta antes de la recta Kemmel, pero ese año se creó la Raidillon.
Con el paso del tiempo, la pista de 14 kilómetros se modificó para que fuera más rápido. Tras 57 años de carreras, en 1979 se creó el circuito de Spa-Francorchamps de 7 km, aunque no estaba listo para la Fórmula 1, no había pianos y la chicane «Bus stop» no existía. Finalmente, a partir de 1985, todos las ediciones del Gran Premio de Bélgica se han disputado en Spa-Francorchamps. En la parte intermedia de la pista sobresalen las curvas rápidas Stavelot, y Blanchimont. Al final del circuito se encuentra la famosa curva de "La parada de bus" (que ha sido modificada varias veces en los últimos 10 años): una chicane que antecede a la recta principal. En el antiguo sobresalían la curva de Stavelot, que se tomaba derrapando a 240 km/h y otras curvas rápidas que los monoplazas de los años 60 tomaban casi a tope.
La antigua horquilla La Source era mucho más abierta, (se tomaba a 80 km/h con vehículos antiguos y con los actuales se toma a 55 km/h, aproximadamente). Anteriormente se aceleraba en una recta de 2 km hasta encarar la chicane Masta, la cual se tomaba a 330 km/h. En unos tests privados en 1978 se tomó a 360 km/h.

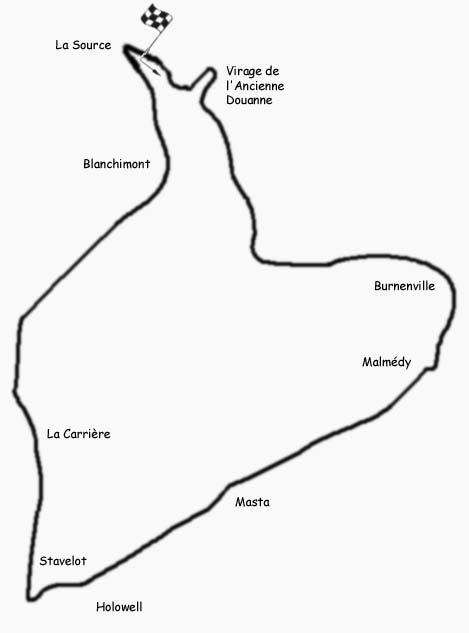
Trazado original de la pista, con una longitud de 15 kilómetros (1920 - 1950).
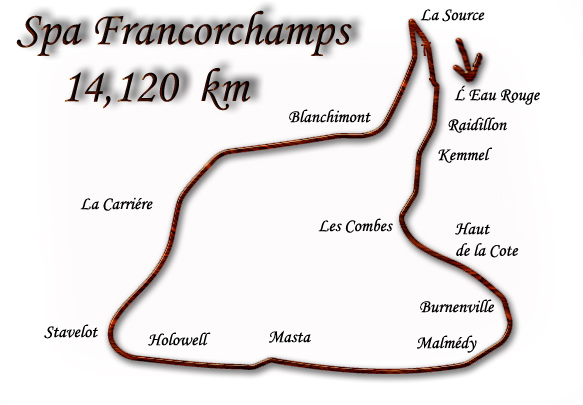
Trazado original reducido a 14 kilómetros, entre (1950 - 1979).

## Ganadores

### Campeonato de Fórmula 2 de la FIA
| Año  | Piloto              | Escudería                       | Fecha           | Resultados |
| ---- | ------------------- | ------------------------------- | --------------- | ---------- |
| 2017 | Artiom Markélov     | RUSSIAN TIME                    | 26 de agosto    | Resultados |
| 2017 | Sérgio Sette Câmara | MP Motorsport                   | 27 de agosto    | Resultados |
| 2018 | Nyck de Vries       | PERTAMINA PREMA Theodore Racing | 25 de agosto    | Resultados |
| 2018 | Nicholas Latifi     | DAMS                            | 26 de agosto    | Resultados |
| 2019 | Cancelada           | Cancelada                       | 31 de agosto    | Resultados |
| 2019 | Cancelada           | Cancelada                       | 1 de septiembre | Resultados |
| 2020 | Yuki Tsunoda        | Carlin                          | 29 de agosto    | Resultados |
| 2020 | Robert Shwartzman   | PREMA Racing                    | 30 de agosto    | Resultados |
| 2022 | Liam Lawson         | Carlin                          | 27 de agosto    | Resultados |
| 2022 | Jack Doohan         | Virtuosi Racing                 | 28 de agosto    | Resultados |
| 2023 | Enzo Fittipaldi     | Rodin Carlin                    | 29 de julio     | Resultados |
| 2023 | Jack Doohan         | Invicta Virtuosi Racing         | 30 de julio     | Resultados |
| 2024 | Zak O'Sullivan      | ART Grand Prix                  | 27 de julio     | Resultados |
| 2024 | Isack Hadjar        | Campos Racing                   | 28 de julio     | Resultados |
| 2025 | Leonardo Fornaroli  | Invicta Racing                  | 26 de julio     | Resultados |
| 2025 | Roman Staněk        | Invicta Racing                  | 27 de julio     | Resultados |

### Campeonato de Fórmula 3 de la FIA
| Año  | Piloto           | Escudería             | Fecha           | Resultados |
| ---- | ---------------- | --------------------- | --------------- | ---------- |
| 2019 | Pedro Piquet     | Trident               | 30 de agosto    | Resultados |
| 2019 | Marcus Armstrong | PREMA Racing          | 1 de septiembre | Resultados |
| 2020 | Lirim Zendeli    | Trident               | 29 de agosto    | Resultados |
| 2020 | Logan Sargeant   | Prema Racing          | 30 de agosto    | Resultados |
| 2021 | Lorenzo Colombo  | Campos Racing         | 28 de agosto    | Resultados |
| 2021 | Jack Doohan      | Trident               | 28 de agosto    | Resultados |
| 2021 | Jack Doohan      | Trident               | 29 de agosto    | Resultados |
| 2022 | Oliver Bearman   | Prema Racing          | 27 de agosto    | Resultados |
| 2022 | Zane Maloney     | Trident               | 28 de agosto    | Resultados |
| 2023 | Caio Collet      | Van Amersfoort Racing | 29 de julio     | Resultados |
| 2023 | Taylor Barnard   | Jenzer Motorsport     | 30 de julio     | Resultados |
| 2024 | Dino Beganovic   | Prema Racing          | 27 de julio     | Resultados |
| 2024 | Callum Voisin    | Rodin Motorsport      | 28 de julio     | Resultados |
| 2025 | Noah Strømsted   | Trident               | 26 de julio     | Resultados |
| 2025 | Cancelada        | Cancelada             | 27 de julio     | Resultados |